# Allersburger
Die Allersburger waren die Ortsadeligen von Allersburg (heute Gemeindeteil von Hohenburg).

## Geschichte
Die Allersburger sind erstmals um 1130 genannt. Sie waren Ministerialen der Grafen von Hohenburg. 1210 werden ein Karl, Siegfried und Ulrich von Allersburg genannt. 1243 erscheint Karl von Allersburg als Zeuge für Markgraf  Diepold von Vohburg-Hohenburg. 1295 war Allersburg unter der Herrschaft des Hochstifts Regensburg und damals zeugt ein Heinrich von Allersburg in einer Kaufurkunde des Katharinenspitals Regensburgs. Die letzten dieses Geschlechts werden als Angehörige des Klosters Kastl genannt: Friedrich von Allersburg war 1308–1310 Abt dieses Klosters, Ulrich von Abensberg 1321 Prior und 1333–1334 Abt des Klosters.
Sie und ihre Nachfolger, seit 1339 die Pauer, seit 1423 die Punzinger und seit 1663 die Giese, bewohnten eine im Laufe der Zeit zu einer Weiherhausanlage ausgebauten Burg, die innerhalb des Dorfes gegen Südwesten lag. Von ihr haben sich keine Spuren erhalten.